# المساعدات الخارجية السعودية
قدمت المملكة العربية السعودية مساعدات للعديد من الدول والمنظمات منذ الثمانينات. وبين عامي 1976 و 1987م بلغت المساعدات الدولية الإنمائية للسعودية 49 مليار دولار أمريكي،  وإحتلت المرتبة الثانية بعد الولايات المتحدة الأمريكية. بلغ متوسط نسبة المساعدة الإنمائية الرسمية من الناتج القومي الإجمالي 4.2٪ خلال هذه الفترة وهو أعلى بكثير من أعلى مبلغ قدمته بلدان لجنة المساعدة الإنمائية (معدل اللجنة هو 0.35٪).  على أساس نصيب الفرد تعد البلاد أكبر مانح في جميع أنحاء العالم على الرغم من أنه لم يتم تقديم المساعدات إلا للدول الإسلامية. 
في عام 2005م أعرب المدير العام لصندوق النقد الدولي رودريغو دي راتو عن تقديره لدور المملكة العربية السعودية في تقديم الدعم الاقتصادي والمالي للدول الإقليمية والدول النامية بشكل عام. 

## الصندوق السعودي للتنمية
أنشئ الصندوق السعودي بموجب مرسوم ملكي في أكتوبر 1974 لتحفيز النمو الاقتصادي في الدول النامية. في السنوات الأربع التالية قدمت قروضًا ميسرة بلغ مجموعها 3.1 مليار دولار لـ 51 دولة وكثير منها لديه أدنى شريحة دخل للفرد في العالم. ما يقارب من 60٪؜ من القروض المعتمدة المخصصة لمشاريع النقل والطاقة والمياه. بحلول عام 1979م كان الصندوق يمثل حوالي 30٪؜ من المساعدات الاقتصادية الخارجية للمملكة.  في عام 2019م أصبحت المملكة العربية السعودية من خلال الصندوق السعودي للتنمية ثالث أكبر مانح للأونروا حيث تبرعت بمبلغ 800 مليون دولار منذ عام 1994م، وعلاوة على ذلك في عام 2019م قدم الصندوق الدعم للحفاظ على مخيمات اللاجئين الفلسطينيين في مختلف البلدان. 

## الشرق الأوسط
تعهدت المملكة العربية السعودية بتقديم مليار دولار من ضمانات التصدير والقروض الميسرة للعراق. بالنسبة للبنان تعهدت بتقديم 1.59 مليار دولار من المساعدات والودائع إلى البنك المركزي اللبناني في عام 2006م، وتعهدت بمبلغ 1.1 مليار دولار إضافي في أوائل عام 2007م.  من هذه المساعدات تم تخصيص 500 مليون دولار لإعادة الإعمار. 
بعد زلزال بم عام 2003م تعهدت المملكة العربية السعودية بأكثر من 200000 دولار للضحايا.  المملكة العربية السعودية هي واحدة من أكبر مقدمي المساعدات للشعب الفلسطيني.  في فترة الثلاث سنوات فقط من 1987 إلى 1989م قدمت المملكة العربية السعودية 1.8 مليار دولار كدعم مالي للمقاتلين المناهضين للحكومة المدعومة من الاتحاد السوفييتى في أفغانستان بحوالي ضعف المبلغ الذي قدمته إلى منظمة التحرير الفلسطينية في الأعوام الأربعة عشر السابقة.  منذ عام 2002م قدمت المملكة العربية السعودية أكثر من 480 مليون دولار كدعم نقدي للسلطة الفلسطينية ودعمت اللاجئين الفلسطينيين من خلال المساهمة في وكالة الأمم المتحدة لإغاثة وتشغيل اللاجئين الفلسطينيين (الأونروا)، وقدمت أكثر من 250 مليون دولار للفلسطينيين من خلال جامعة الدول العربية وتعهدت بمبلغ 500 مليون دولار كمساعدات على مدى السنوات الثلاث المقبلة في مؤتمر المانحين في ديسمبر 2007م.  عكس المساعدات المقدمة من الدول الأخرى فإن المساعدات السعودية للفلسطينيين لم تعطل نتيجة انتخاب حماس. 

## جنوب آسيا
بعد زلزال وتسونامى المحيط الهندي عام 2004م وما خلفه من تسونامي هائل قدمت الحكومة السعودية مساعدات بقيمة 30 مليون دولار لمساعدة الضحايا بما في ذلك تبرع خاص من الملك فهد بقيمة 5 ملايين دولار (تبرع السعوديون إجمالاً بمن فيهم المواطنون بأكثر من 80 مليون دولار). 
في أعقاب زلزال كشمير عام 2005 تبرعت المملكة العربية السعودية بأكثر من 3.3 مليون دولار أمريكي أي أكثر من أي دولة أخرى،  ووعدت بمبلغ 573 مليون دولار إضافي وهو الحد الأقصى للمبلغ الذي تم التعهد به.  قدمت المملكة العربية السعودية أيضًا 4000 منزل مسبق الصنع لباكستان من خلال المساعدات العامة السعودية لضحايا زلزال باكستان. المنازل التي كان من المفترض أن تكون مجهزة بجميع المرافق المطلوبة تكلف أكثر من 16.7 مليون دولار.  وقامت السعودية أيضًا بتوزيع 230,000 بطانية و 150,000 لحاف و 10000 خيمة عادية و 2,500 خيمة ماء شتوية خاصة و 100000 مواقد و 100,000 طعام. 
تعهدت الحكومة السعودية بمبلغ 230 مليون دولار للتنمية في أفغانستان، كما تعهدت بتقديم 133 مليون دولار في شكل منح مباشرة، و 187 مليون دولار في شكل قروض تساهلية، و 153 مليون دولار في شكل ائتمانات تصدير للإغاثة من زلزال باكستان.  في أعقاب فيضانات باكستان عام 2010 تبرعت المملكة العربية السعودية بأكثر من 361.99 مليون دولار أمريكي لعملية الإغاثة وتصدرت قائمة جميع الدول المانحة.  تبرعت العائلة المالكة السعودية بمبلغ 20 مليون دولار في اليوم الأول بينما جمع المواطنون السعوديون أكثر من 107 ملايين دولار في الأيام الثلاثة الأولى.  بدأت المملكة العربية السعودية أكبر جسر للإغاثة الجوية في التاريخ كما تبرعت بمستشفيين يتكونان من 100 سرير. 

## البلقان

### الحرب في البوسنة والهرسك
تلقى المسلمون البوسنيون الدعم من الدول الإسلامية والمنظمات الإسلامية خلال الحرب البوسنية (1992-1995م). تم تمويلها ودعمها من قبل المفوضية العليا السعودية (SHC) التي أسسها الأمير السعودي سلمان بن عبد العزيز .  دعمت باكستان البوسنة مع توفير الدعم التقني والعسكري. قدم برنامج المساعدات الخدمات اللوجستية واللوازم والذخيرة للمجموعات مختلفة من المجاهدين في البوسنة خلال الحرب. تم تنظيم وحدة مقاتلة بوسنية بمساعدة مالية مقدمة من المملكة العربية السعودية وفقًا للمؤرخ البريطاني مارك كورتيس.  وفقاً لواشنطن بوست قدمت المملكة العربية السعودية 300 مليون دولار من الأسلحة للقوات الحكومية في البوسنة بمعرفة وتعاون ضمني من الولايات المتحدة وهو ما نفاه المسؤولون.  وفقًا لبعض التقارير الإعلامية تم وصف الشباب الإسلامي النشط بأنه واجهة للمفوضية السعودية العليا للإغاثة ومؤسسة الحرمين الإسلامية الخيرية. 

### حرب كوسوفو
استخدمت اللجنة السعودية المشتركة لإغاثة كوسوفو 5 ملايين دولار لتمويل مشاريع في إعادة التأهيل والمواد الغذائية ومواد الإغاثة والبرامج التعليمية والدينية ورعاية الأيتام وبرامج الرعاية الصحية والتنمية. استغرقت الشحنات من جدة 400000 لتر من الحليب بالإضافة إلى 900 كرتونة من الملابس و 1000 بطانية و 25 خزانًا للمياه، واللوازم الطبية والأجهزة الجراحية مثل الكراسي المتحركة إلى بريشتينا.  تبرع مواطنون سعوديون بـ 20 مليون دولار لكوسوفو نقدًا بالإضافة إلى الغذاء واللوازم الطبية، وأرسل الهلال الأحمر السعودي متطوعين طبيين. 
منذ حرب كوسوفو كان هناك تطرف متزايد للإسلام في كوسوفو.  السلفية الوهابية المهيمنة في المملكة العربية السعودية اكتسبت موطئ قدم في كوسوفو من خلال الدبلوماسية السعودية.  دفعت الأموال السعودية مقابل المساجد الجديدة في حين أن الأئمة الذين تلقوا تعليمهم في السعودية قد وصلوا منذ نهاية الحرب في عام 1999م.  خلال إدارة الأمم المتحدة المؤقتة في كوسوفو سعت المنظمات العربية السعودية إلى تأسيس موطئ قدم ثقافي في كوسوفو.  أنشأت المنظمات السعودية 98 من المدارس الوهابية خلال إدارة الأمم المتحدة.  التحق المئات من ألبان كوسوفو بالجهاد في الشرق الأوسط. 

## أفريقيا
في عام 2006 قدمت الحكومة السعودية 10 ملايين دولار كمساعدات للقرن الأفريقي من خلال برنامج الغذاء العالمي الذي تلقت كينيا منه مليوني دولار.  تبرع الأمير السعودي الوليد بن طلال بمليون دولار للمساعدة في إطعام 3.5 مليون كيني خلال الجفاف. 

## روابط خارجية
- قصص إخبارية عن المساعدات الخارجية - سفارة المملكة العربية السعودية في واشنطن العاصمة
- الصندوق السعودي للتنمية - الموقع الرسمي.